# Rågöarna
Rågöarna (estniska: Pakri saared) är en ögrupp i Lääne-Harju kommun i landskapet Harjumaa i nordvästra Estland. Den består av Stora Rågö, (estniska: Suur-Pakri), Lilla Rågö (estniska: Väike-Pakri) och några mindre kobbar som ligger i sundet emellan dem, däribland Storgrundet (Storgronne), Kappa och Berggrundet (Bjärrgronne). Därtill ligger Gräsgrund (Krassi saar) 5 kilometer väster om Stora Rågö. Namnen till trots är Lilla Rågö (13,5 km²) större än Stora Rågö (12,7 km²) som genom sitt havsläge eroderats och nötts ned genom århundradena. Stora Rågö har också historiskt haft en större befokning och bättre förutsättningar för jordbruk. Rågöarna har haft estlandssvensk befolkning. Idag är större delen av öarna naturskyddsområde.
Öarna skiljs från det estländska fastlandet i söder av Västersundet och från halvön Packer och den där belägna staden Paldiski i öster av Matsviken. Öarna är låglänta; högsta punkten är Korsbacken som är en omkring 18 meter hög kalkstensklippa som stupar ner i havet på norra delen av Lilla Rågö. De flesta av ortnamnen på öarna minner om den svenskspråkiga tiden.

## Historia[2]
Det är inte känt när de första svenskarna kom till öarna, men i ett kungligt danskt brev från 1283 nämns de under sitt svenska namn Rogoy. Enligt lokala traditioner kom svenskarna från Dalarna, men dialekt och historiska källor pekar snarare mot Nyland där Padis kloster, som öarna tillhörde, ägde mark. År 1345 såldes Stora Rågö av Padis kloster till fem svenskar för 34 silvermark. Samma år köpte tre svenskar Laoküla herrgårds mark för 30 silver mark. I köpebrevet står det att nya ägare använder mark enligt svensk lag vilket framför allt betydde personlig frihet, skydd mot livegenskap, arvsrätt av egendom och lägre skatt. 
Svenskar bosatte sig också på Lilla Rågö, men hade där inget skriftligt köpekontrakt. Stora Rågö tillhörde till Padis kloster medan Lilla Rågö och halvön Packer tillhörde till Keila herrgård. På grund av detta gällde olika juridisk status för de två öarna. De båda öarna förlänades 1622 av Gustav II Adolf till den tysk-baltiska adelsmannen Thomas von Ramm(de), före detta borgmästare i Riga och vid tillfället ägare till Padis herrgård (munkarna hade lämnat klostret cirka 1560). Öarna var knutna till herrgården fram till 1900-talets början.                     
När Estland blev självständigt blev öarna en egen kommun. Är 1934 bodde totalt 354 svenskspråkiga invånare på 119 gårdar i fem byar. Båda öar hade sin egen skola, kyrka och kyrkogård. Ester har aldrig bott på öarna.
På grund av den geografiska platsen raderade Sovjetunionen all estlandssvensk kultur i Estland och på Rågöarna. När Röda armén kom år 1940 deporterades hela befolkningen. Rågöfolket flyttade tillbaka till öarna under den tyska ockupation av Estland under andra världskriget. När röda armén återvände flydde de flesta estlandssvenskarna till Sverige. Under Sovjettiden var båda öarna militärt område med tillträdesförbud. De användes då som bombmål vilket man än idag kan se spår av i naturen.